# Platystolus martinezii
Espèce
Synonymes
- Ephippigera martinezii Bolívar, 1873

Platystolus martinezii est une espèce de sauterelles de la famille des Tettigoniidae.

## Systématique
L'espèce Platystolus martinezii a été décrite pour la première fois en 1873 par l'entomologiste espagnol Ignacio Bolívar y Urrutia (1850-1944) sous le protonyme Ephippigera martinezii.

## Répartition
Platystolus martinezii se rencontre dans le centre de la péninsule ibérique.

## Étymologie
Son épithète spécifique, martinezii, lui a été donnée en l'honneur du zoologiste et entomologiste espagnol Francisco de Paula Martínez y Sáez (1835-1908).

## Publication originale
- (es) Ignacio Bolivar, « Ortópteros de España - Nuevos ó  poco conocidos », Anales de la Sociedad Española de Historia Natural, Madrid, Inconnu, vol. 2,‎ 2 mai 1873, p. 213-237 (ISSN 0210-5160, OCLC 2450615, lire en ligne).